# Прорезная улица (Киев, Святошинский район)
Прорезна́я у́лица (укр. Прорізна́ ву́лиця) — улица  в Святошинском районе г. Киева, посёлок Беличи. Пролегает от Обуховской до Осенней улицы.
Примыкал Прорезной переулок

## История
Возникла в 1-й половине XX века под современным названием (была «прорезана» сквозь лес). До конца 1980-х годов была значительно длиннее, пролегала до нынешней улицы Николая Ушакова, к современным границам приведена в связи со сносом одноэтажной частной застройки и строительством жилого массива Беличи.